# Audien
Nathaniel Rathbun, dit Nate Rathbun,
plus connu sous le nom de scène d’Audien, né le 11 janvier 1992, est un disc jockey et producteur de musique électronique américain,,. Il compose principalement dans les domaines house progressive, trance et electro house.

## Biographie
Audien se lance dans la composition tandis qu'il réside à Mystic, dans le Connecticut, aux alentours de 2008. Audien signe initialement au label discographique Flashover Recordings, dirigé par le producteur et disc jockey néerlandais Ferry Corsten. Flashover Recordings fera paraître le premier single d'Audien, Rise and Shine.
Au fil de sa carrière, Audien fait paraître bon nombre de singles et de remixes dans des labels orientés EDM comme Enhanced, Perceptive, Armada Music, Black Hole Records, et Nervous Records. Ses chansons apparaissent notamment dans Tiësto's Club Life de Tiësto, Trance Around The World d'Above & Beyond, et les compilations A State of Trance d'Armin Van Buuren,.
En 2012, Audien commence à s'inspirer de la house progressive et fait paraître These Are the Days. Son single publié en août la même année, Eventide, est joué par Above & Beyond durant la soirée Electric Daisy Festival de Las Vegas. Son single Sup est jouée par Hardwell dans l'épisode 87 de Hardwell on Air,. En 2013, Above & Beyond joue sa chanson Wayfarer en avant-première au Above & Beyond Group Therapy Radio. Le 2 mars 2015, Audien fait paraître son nouveau single, Insomnia.
Lors de son show à l'Electric Daisy Carnival de 2015, Audien dévoile son nouveau single intitulé Something Better, en featuring avec les Lady Antebellum.
Audien est également soupçonné d'être derrière le projet parallèle Cignature, après qu'il ait (!) supprimé un tweet disant « everyone should have their own Cignature » (Tout le monde devrait posséder sa propre signature).

## Discographie

### Albums studio
| Titre   | Année | Meilleure position | Album |
| Titre   | Année | BEL (WA)           | Album |
| ------- | ----- | ------------------ | ----- |
| Elysium | 2014  | 65                 | NC    |

### Singles
| Année | Titre                                      | Album              | Label                                 |
| ----- | ------------------------------------------ | ------------------ | ------------------------------------- |
| 2009  | Rise and Shine                             | Rise and Shine     | Flashover Recordings/Aleph Recordings |
| 2010  | Transition                                 |                    |                                       |
| 2010  | November                                   |                    |                                       |
| 2010  | Course of Action                           |                    |                                       |
| 2010  | Eleven Eleven                              |                    |                                       |
| 2010  | Mind Over Matter                           |                    |                                       |
| 2010  | Palmetto                                   |                    |                                       |
| 2010  | What Dreams May Come                       |                    |                                       |
| 2010  | Fall into Place                            |                    |                                       |
| 2010  | Behind Our Thoughts feat. Decolita         |                    |                                       |
| 2011  | Daybreak feat. Griff O'Neill               |                    |                                       |
| 2011  | Nightfall feat. Griff O'Neill              |                    |                                       |
| 2011  | Someday feat. Jason van Wyk                |                    |                                       |
| 2011  | People Do Not Change                       |                    |                                       |
| 2011  | Selective Hearing                          |                    |                                       |
| 2011  | Triumph feat. Norin & Rad                  |                    |                                       |
| 2011  | Thrust feat. Norin & Rad                   |                    |                                       |
| 2012  | Keep This Memory                           |                    |                                       |
| 2012  | Play Our Lives feat. Cerf, Mitiska & Jaren |                    |                                       |
| 2012  | The Reach                                  |                    |                                       |
| 2012  | Eventide                                   | Eventide / Unity   | Anjunabeats                           |
| 2012  | Unity                                      | Eventide / Unity   | Anjunabeats                           |
| 2012  | Sup                                        | Sup                | Trice Recordings                      |
| 2012  | These Are the Days feat. Ruby Prophet      | These Are the Days | Zouk Recordings                       |
| 2013  | Wayfarer                                   | Wayfarer           | Anjunabeats,                          |
| 2013  | Leaving You feat. Michael S                | Leaving You        | Zouk Recordings,                      |
| 2013  | Ciao                                       | Ciao               | Trice Recording                       |
| 2013  | Iris                                       | Iris               | Anjunabeats                           |
| 2013  | Circles feat. Ruby Prophet                 | Circles            | Zouk Recordings                       |
| 2014  | Elysium                                    | Elysium            | Spinnin' Records                      |
| 2014  | Hindsight                                  | Hindsight          | Anjunabeats                           |
| 2014  | Serotonin feat. Matthew Koma               | Serotonin          | Spinnin' Records                      |
| 2015  | Insomnia feat. Parson James                | Insomnia           | Astralwerks                           |
| 2015  | Something Better feat. Lady Antebellum     | Something Better   | Astralwerks                           |
| 2016  | Crazy Love feat. Deb's Daughter            |                    | Astralwerks                           |

### Remixes
| Titre                      | Année | Artiste                                            | Label              | Album                                       |
| -------------------------- | ----- | -------------------------------------------------- | ------------------ | ------------------------------------------- |
| Reaction                   | 2010  | Lewis Dodkins                                      |                    |                                             |
| Sunset Serenade            | 2010  | Paul Tarrant                                       |                    |                                             |
| Your Touch                 | 2010  | Matt Holliday feat. Mque                           |                    |                                             |
| Liquid Sky                 | 2010  | Pamuya                                             |                    |                                             |
| First Taste                | 2010  | BRM                                                |                    |                                             |
| Come Home                  | 2010  | Alpha 9                                            |                    |                                             |
| My Everything              | 2010  | Peter Lesko feat. Essence                          |                    |                                             |
| Fallen Angels              | 2010  | Dave Horne & Danny Powers                          |                    |                                             |
| Sticks & Stones            | 2010  | Phillip Alpha & Daniel Kandi                       |                    |                                             |
| End of Time                | 2010  | Perpetual feat. Sandra Passero                     |                    |                                             |
| Rattle                     | 2010  | Ben Nicky                                          |                    |                                             |
| Naiad                      | 2010  | Den Rize & Mark Andrez                             |                    |                                             |
| Punk                       | 2011  | Ferry Corsten                                      |                    |                                             |
| A Better Daze              | 2011  | JPL                                                |                    |                                             |
| Who You Are                | 2011  | Natalie Peris                                      |                    |                                             |
| Motion                     | 2011  | Ad Brown                                           |                    |                                             |
| Medellin                   | 2011  | Aly & Fila vs. Activa                              |                    |                                             |
| If I Could                 | 2011  | Nickey                                             |                    |                                             |
| Afro Ghost                 | 2011  | Life+ feat. Alma Carlson                           |                    |                                             |
| Memorize Me                | 2012  | Rune RK & Databoy                                  |                    |                                             |
| Multiverse                 | 2012  | Jaytech                                            | Anjunabeats        | Multiverse                                  |
| Cool Without You           | 2013  | Tommie Sunshine & The Disco Fries feat. Kid Sister | Vicious            | Cool Without You Remixes                    |
| Timebomb                   | 2013  | Zaa feat. Molly Bancroft                           | Pilot 6 Recordings | Timebomb                                    |
| Together We Are            | 2013  | Arty feat. Chris James                             | Big Beat           | Together We Are                             |
| This Is What It Feels Like | 2013  | Armin van Buuren feat. Trevor Guthrie              | Armada Music       | Intense (The More Intense Extended Edition) |
| Pompeii                    | 2014  | Bastille                                           | Virgin Records     | Bad Blood                                   |
| Revolution                 | 2014  | R3hab & Nervo & Ummet Ozcan                        | Spinnin' Records   | Revolution (The Remixes)                    |
| Slave to the Rhythm        | 2014  | Michael Jackson                                    | Sony Music         | Xscape                                      |
| Jump                       | 2014  | Van Halen                                          |                    |                                             |
| Chains                     | 2015  | Nick Jonas                                         | Island Records     |                                             |
| Colors                     | 2016  | Halsey                                             |                    |                                             |
| All My Love                | 2017  | Cash Cash feat. Conor Maynard                      | Big Beat           |                                             |
| Giant                      | 2019  | Calvin Harris & Rag'n'Bone Man                     | Sony Music         |                                             |